# دانشگاه آمریکایی مریم اباچا
دانشگاه آمریکایی مریم اباچا (به لاتین: Maryam Abacha American University Niger) یک دانشگاه در نیجر است که در ناحیه مارادی واقع شده‌است.